# Amibara
Amibara je jedna od 31 worede u regiji Afar Etiopije. Predstavlja dio Upravne zone 3. Amibara graniči na jugu s Awash Fentaleom, na zapadu s rijekom Avaš koja je dijeli od Duleche na jugozapadu i Upravne zone 5 na sjeverozapadu, na sjeveru s Gewaneomn, na istoku s regijom Oromia. Gradovi u Amibari su Awash Arba, Awash Sheleko, Melka Sedi i Melka Werer.
Prema podacima Središnje statističke agencije iz 2005. godine, ova woreda je imala procijenjeno stanovništvo od 54.190, od čega 23.982 muškaraca i 30.208 žena ; 28,397 ili 52,40% stanovništva živi u gradovima, što je više od prosjeka zone koji iznosi 27,8%. Površina Amibare nije poznata, pa se ne može izračunati gustoća stanovništva.